# Moncla
Moncla is een gemeente in het Franse departement Pyrénées-Atlantiques (regio Nouvelle-Aquitaine) en telt 103 inwoners (2009). De plaats maakt deel uit van het arrondissement Pau.

## Geografie
De oppervlakte van Moncla bedraagt 5,9 km², de bevolkingsdichtheid is dus 17,5 inwoners per km².
De onderstaande kaart toont de ligging van Moncla met de belangrijkste infrastructuur en aangrenzende gemeenten.

## Demografie
Onderstaande figuur toont het verloop van het inwonertal (bron: INSEE-tellingen).